# 橋爪紳一朗
橋爪 紳一朗（はしづめ しんいちろう）は日本のテレビドラマ演出家。兵庫県神戸市出身。NHK大阪放送局所属。

## 経歴・人物
初任地はNHK大阪放送局で、その後、東京へ異動。連続テレビ小説・大河ドラマ・土曜ドラマなどの演出を手掛ける。連続テレビ小説『カムカムエヴリバディ』（大阪放送局制作）に参加するにあたり、チーフ演出の安達もじりから声をかけられ、2020年秋に大阪放送局へ異動。
演出手法については、特に『カムカムエヴリバディ』での演出について「花ナメ（花越しに人物を撮るカット）をはじめとして、（上白石萌音演じる）安子が事故にあって倒れたところを真俯瞰で撮ったり、本屋から本棚の横面を通って時代劇の撮影所に移動するカットなど、メリハリの効いた画が多く感じられた。」と評されている 。

## 主な作品
特記以外NHKの作品で、演出を担当。
映画データベース、NHK公式サイトなどを参照。
- 連続テレビ小説
  - ちりとてちん（2007年9月 - 2008年3月）※助監督[1] [注 1]
  - てっぱん（2010年9月 - 2011年3月）
  - 花子とアン（2014年4月 - 9月）
    - 花子とアン スピンオフスペシャル「朝市の嫁さん」（2014年10月18日）

  - 半分、青い。（2018年4月 - 9月）[3]
  - エール（2020年3月 - 11月）[注 2]
  - カムカムエヴリバディ（2021年11月 - 2022年4月）[4] [注 3]
  - あんぱん（2025年4月-9月）
- 大河ドラマ
  - 平清盛（2012年1月 - 12月）
  - 花燃ゆ（2015年1月 - 12月）
- ドラマ10 コントレール〜罪と恋〜（2016年4月 - 6月）
- 土曜ドラマ
  - スニッファー 嗅覚捜査官（2016年10月 - 12月）
  - デジタル・タトゥー（2019年5月 - 6月）
- NHKスペシャル
  - 南海トラフ巨大地震（2023年3月）※脚本兼任
- 夜ドラ
  - わたしの一番最悪なともだち（2023年8月 - 10月）※チーフ演出

## 受賞歴
- 第106回ザテレビジョンドラマアカデミー賞 監督賞（『エール』、吉田照幸・松園武大と共同）[5]